# Tysfjord
Tysfjord est une kommune de Norvège. Elle est située dans le comté de Nordland. C'est une ancienne municipalité qui a été fusionnée en 2020 à Narvik.

## Localités
- Drag (68° 03′ 00″ N, 16° 04′ 00″ E)
- Eidet
- Helland (68° 01′ 00″ N, 16° 09′ 00″ E)
- Hellmobotn
- Hundholmen (68° 09′ 00″ N, 16° 18′ 00″ E)
- Kjelkvika (68° 08′ 00″ N, 16° 20′ 00″ E)
- Kjøpsvik (68° 05′ 50″ N, 16° 22′ 33″ E)
- Korsnes (68° 14′ 58″ N, 16° 03′ 49″ E)
- Musken (67° 53′ 00″ N, 16° 13′ 00″ E)
- Rørvika
- Skarberget (68° 14′ 00″ N, 16° 14′ 00″ E)
- Storå (68° 05′ 00″ N, 16° 24′ 00″ E)
- Storjord
- Ulvika (68° 14′ 23″ N, 16° 21′ 55″ E)